# Carapa procera
Carapa procera (triviale namen: african crabwood, kowi, okoto) is een boom uit de familie Meliaceae. De boom komt vooral voor in West-Afrika en de Democratische Republiek Congo.
De botanische naam is in 1824 gepubliceerd door Augustin Pyramus de Candolle. Een synoniem is Granatum procerum (DC.) Kuntze. De variëteiten Carapa procera var. gentilii en Carapa procera var. palustre zijn beschreven.
C. procera lijkt sterk op C. guianensis (krappa, andiroba, crabwood) die in Latijns-Amerika voorkomt. Een belangrijk verschil ligt in de jonge planten. Bij C. procera hebben deze gemiddeld zes enkelvoudige bladeren; bij C. guianensis hebben ze vanaf het begin samengestelde bladeren. Een ander verschil is dat bij C. procera vaak polyembryonische zaden voorkomen, en niet bij C. guianensis. Dit verschil kan niet voor de identificatie gebruikt worden. Verder zijn er kleine verschillen in de bloesems en in de jonge blaadjes, deze zijn echter moeilijk te ontdekken.